# Vladimir Vasilevich Markovnikov
Vladimir Vasilyevich Markovnikov (Russo: Марковников, Владимир Васильевич) (Nizhny Novgorod, 22 de dezembro de 1838 —  11 de fevereiro de 1904) foi um químico russo.
Markovnikov é mais conhecido pela regra que leva seu nome, desenvolvida em 1869. Essa regra é útil para prever as estruturas moleculares dos produtos das reações de adição. Como ele nunca publicou em outra língua, salvo o russo, seu trabalho permaneceu desconhecido até 1889. Trabalhou no Universidade Estatal de Kazan e Universidade Estatal de Moscovo

## Descobertas
1869 - Formulou Regra de Markovnikov
1879 - Em conjunto com Krestovnikov primeiro sintetizou ácido ciclobunanodicarboxilico
1883 - Descobriu novo classe dos compostos orgânicos - naftalenos
1889 - Primeiro sintetizou cicloheptanona